# Bruno D’Arsié
Bruno D’Arsié (* 3. September 1960 in Pfäffikon ZH) ist ein ehemaliger Radrennfahrer aus der Schweiz.

## Sportliche Laufbahn
D’Arsié war im Querfeldeinrennen (heutige Bezeichnung Cyclocross) und im Strassenradsport aktiv. 1978 siegte er bei den Schweizer Radquer-Meisterschaften im Rennen der Junioren. Bei den Cyclocross-Weltmeisterschaften 1985 gewann er beim Sieg von Mike Kluge die Bronzemedaille bei den Amateuren. 1987 wurde er 34., 1988 4., 1989 10. bei den Profis.
1987 wurde D’Arsié Dritter der nationalen Meisterschaft im Mannschaftszeitfahren. 1987 startete er mit der Nationalmannschaft in der Internationalen Friedensfahrt und belegte den 90. Rang. 1989 wurde er Berufsfahrer. Er bestritt die Tour de Suisse 1989 und 1990.